# 土方氏
土方氏（ひじかたし）は、武家・華族だった日本の氏族。織豊期から江戸期の近世大名家で、江戸時代には伊勢国菰野藩主家と陸奥国窪田藩主家の2家が外様大名となったが、窪田藩は1684年に改易になり、菰野藩のみ廃藩置県まで存続し、維新後は華族の子爵家に列する。

## 概要
清和源氏・宇野氏族の末裔と称する。祖とされる季治が大和国土方村に住したのに始まるとされる。信治の代に織田信長に仕えるようになり、その子である土方雄久ははじめ織田信雄、信雄没落後は豊臣秀吉に仕え、慶長4年（1599年）に徳川家康暗殺を計画したとされて常陸国太田に流されたが、翌年の関ヶ原の戦いの時に赦免されて軍功をあげた。
雄久の家督を継いだ次男雄重は陸奥国窪田藩2万石を領する外様大名となり3代続いたが、雄隆の代の1684年に改易に処された。
これとは別家として雄久の長男雄氏の系統も伊勢国菰野藩1万2000石を領する外様大名として存在しており、同家は廃藩置県まで続いた。幕末維新期の当主土方雄永は戊辰戦争で藩論を尊皇でまとめ、官軍に参加。明治2年（1869年）6月の版籍奉還で菰野藩知事に任じられるとともに華族に列した。明治3年（1870年）9月に雄氏が致仕し土方雄志が最後の菰野藩知事に就任し、明治4年（1871年）の廃藩置県まで務めた。
版籍奉還の際に定められた家禄は572石。明治9年の金禄公債証書発行条例に基づき家禄の代わりに支給された金禄公債の額は、2万670円47銭5厘（華族受給者中221位）。
明治17年（1884年）7月8日、華族令の施行に伴い華族が五爵制になると雄志は旧小藩知事として子爵家に列した。土方雄志子爵は工部省や台湾総督府の官僚を務めた後、貴族院の子爵議員に当選して務めている。土方子爵家の邸宅は昭和前期には東京市渋谷区千駄ヶ谷にあった。

## 歴代当主

### 窪田家
- 土方雄久
- 土方雄重
- 土方雄次
- 土方雄隆（改易）

### 菰野家
- 土方雄氏
- 土方雄高
- 土方雄豊
- 土方豊義
- 土方雄房
- 土方雄端
- 土方雄年
- 土方雄貞
- 土方義苗
- 土方雄興
- 土方雄嘉
- 土方雄永
- 土方雄志子爵
- 土方雄武子爵